# Cliff Young
Cliff Young (ur. 8 lutego 1922, zm. 2 listopada 2003) – australijski farmer i lekkoatleta, zwycięzca ultramaratonu Sydney – Melbourne w 1983 roku.
Styl biegu, jaki zaprezentował Cliff Young został nazwany jego imieniem: Young Shuffle i zaadaptowany przez profesjonalnych biegaczy, jako wymagający mniej wysiłku, mniej ryzykowny dla stawów i kości oraz korzystniejszy pod względem aerodynamiki.
W 2012 roku telewizja ABC zapowiedziała produkcję filmu telewizyjnego, poświęconego postaci Cliffa Younga.

## Życiorys
Cliff Young pochodził z Beech Forest w Wiktorii. Wychowywał się na farmie o powierzchni 8,1 km² opiekując się stadem owiec liczącym około 2000 sztuk. Gdy zanosiło się na burzę, zaganiał owce do zagrody biegając za nimi, co trwało niekiedy nawet trzy dni. W 1982 roku postanowił wykorzystać swoje doświadczenie w biegu długodystansowym próbując pobić rekord świata w biegu na 1000 mil. Zrezygnował jednak po przebiegnięciu połowy tego dystansu.
W 1983 wystartował w ultramaratonie Sydney – Melbourne, którego trasa miała 875 kilometrów. Znacznie starszy od pozostałych uczestników (miał wówczas 61 lat), ubrany w strój roboczy i kalosze wzbudził zainteresowanie prasy, jednakże dziennikarze wątpili w to, czy w ogóle ukończy zawody. Początkowo rzeczywiście profesjonalni biegacze pozostawili go daleko z tyłu. Nie przewidzieli jednak, że Cliff w przeciwieństwie do nich ma zamiar biec bez przerw na sen. Zwyciężył, pokonując dystans w 5 dni, 15 godzin i 4 minuty, bijąc o niemal dwa dni dotychczasowy rekord trasy. Poprzedni rekord trasy pobiło również pozostałych sześciu konkurentów Younga. Mimo późniejszych startów nie udało mu się już powtórzyć swojego sukcesu. Jego wyczyn przyrównywano później do bajki o zającu i żółwiu. Obecnie jego wynik jest 18. w rankingu wyników wszech czasów biegów 6-dniowych.
Inne zwycięstwa Cliffa Younga – obecnie na liście rankingowej rekordów prowadzonej przez AURA (Australian Ultra Runners Association Inc. – Stowarzyszenie Biegaczy Ultra Maratonów) w rankingach w różnych kategoriach wiekowych oraz na różne dystanse jest wpisane jego 14 rekordów m.in. w grupie 60+ czas 3 godziny i 54 minuty w biegu na 50km, posiada również rekordy na dystansie 100 km, 200 km, 500 km. W biegu 12 godzinnym w grupie 60+ posiada rekord z wynikiem 129 525 m. W kolejnych kategoriach biegów 24 i 48 godzinnych również posiada rekordy w grupie wiekowej 60+, 70+. W tej ostatniej grupie wiekowej 70+ wciąż posiada rekord w biegu 6-dniowym, od którego rozpoczął swoją karierę biegacza ultra-maratonów. Porównując wyniki w innych grupach wiekowych, należy pamiętać, że rozpoczął karierę w 61. roku życia.